# William Bentinck, I conte di Portland
William Bentinck, I conte di Portland (Diepenheim, 20 luglio 1649 – Bulstrode Park, 23 novembre 1709), è stato un militare e diplomatico inglese di origine olandese.

## Biografia
Era il figlio di Bernard, barone Bentinck di Diepenheim e di sua moglie Anna van Bloemendaal. Discendeva da un'antica e nobile famiglia di Gheldria e Overijssel.
Amico e confidente di Guglielmo d'Orange, divenuto poi Re d'Inghilterra, Scozia e Irlanda in seguito alla Gloriosa Rivoluzione del 1689, Bentinck ricoprì numerosi incarichi militari e diplomatici, fra i quali le trattative che portarono ai vari accordi nell'ambito della Lega d'Augusta e l'allestimento dell'esercito e dell'imponente flotta d'invasione dell'Inghilterra.
Nel 1677 fu inviato a Inghilterra per chiedere, da parte di William, la mano di Maria, figlia di Giacomo, duca di York e futuro re d'Inghilterra. Era di nuovo in Inghilterra per conto di William nel 1683 e nel 1685.
Nel 1690 fu inviato a L'Aia per aiutare a risolvere il problema tra William e i borgomastri di Amsterdam. Dopo aver sventato un complotto giacobista per uccidere il re nel 1696, ha contribuito a organizzare la pace di Ryswick nel 1697. Nel 1698 è stato ambasciatore a Parigi per sei mesi. Mentre era là, ha avviato i negoziati con Luigi XIV per una partizione della monarchia spagnola, e come rappresentante di William, ha firmato i due trattati di partizione.

## Dimissioni
William divenne molto geloso della crescente influenza di un altro olandese, Arnold Joost van Keppel, e, nel 1699, si dimise. Egli non perse la stima del Re. Ricevette 135.000 acri (546 km²) di terra in Irlanda, e solo la forte opposizione di una unità della Camera dei Comuni gli ha impedito di ottenere terre della corona nel nord del Galles.

## Matrimoni

### Primo Matrimonio
Il 1º febbraio 1678 sposò Anne Villiers (1651-30 novembre 1688), figlia di Sir Edward Villiers e di sua moglie Lady Frances Howard. Ebbero sei figli:
- Lady Mary Bentinck (1679-20 agosto 1726), sposò in prime nozze, il Algernon Capell, II conte di Essex, ebbero un figlio, sposò in seconde nozze, Sir Conyers Darcy, non ebbero figli;
- Willem Bentinck (3 marzo 1681-26 maggio 1688);
- Henry Bentinck, I duca di Portland (17 marzo 1682-4 luglio 1726);
- Lady Anna Margaretha Bentinck (1683-3 maggio 1763), sposò Arent van Wassenaar, barone van Wassenaar, ebbero una figlia;
- Lady Frances Wilhelmina Bentinck (18 febbraio 1684-31 marzo 1712), sposò il William Byron, IV barone di Byron, ebbero quattro figli;
- Lady Isabella Bentinck (4 maggio 1688-23 febbraio 1728), sposò il Evelyn Pierrepont, I duca di Kingston-upon-Hull, non ebbero figli

### Secondo Matrimonio
Il 12 maggio 1700 sposò Martha Jane Temple (1672 - 26 maggio 1751), vedova del III barone Berkeley di Stratton. Ebbero sei figli:
- Lady Sophia Bentinck (? - 5 giugno 1741), sposò il I duca di Kent, il 24 marzo 1729, ed ebbero figli;
- Lady Elizabeth Adriana Bentinck (? - 1765), sposò Henry Egerton (? - 1º aprile 1746), il 18 dicembre 1720, ed ebbero figli;
- Lady Barbara Bentinck (? - 1º aprile 1736), sposò il II Barone Godolphin (1707 - 25 maggio 1785), il 18 febbraio 1734, non ebbero figli;
- William Bentinck, I conte di Bentinck (6 novembre 1704 - 13 ottobre 1774), sposò Charlotte Sophie, contessa von Aldenburg (4 agosto 1715 - 5 febbraio 1800), il 1º giugno 1733, ebbero due figli; nel 1990, dopo l'estinzione della linea maschile dal suo fratellastro, il I duca di Portland, il suo discendente Henry Bentinck, VII conte Bentinck, divenne l'XI conte di Portland;
- Charles John Bentinck (2 giugno 1708 - 18 marzo 1779), sposò Lady Margaret Cadogan, l'11 gennaio 1738;
- Lady Harriet Bentinck (1709 - 10 giugno 1792), sposò James Hamilton, I conte di Clanbrassill (1697 - 17 marzo 1758), il 15 ottobre 1728, ebbero due figli.

## Morte
Morì nella sua residenza, Bulstrode Park, nel Buckinghamshire.